# Бродена Супериоре (Бреша)
Бродена Супериоре је насеље у Италији у округу Бреша, региону Ломбардија.
Према процени из 2011. у насељу је живело 107 становника. Насеље се налази на надморској висини од 163 м.